# Edith Hauer
Edith Hauer-Frischmuth (* 17. Dezember 1913 in Wien; † 29. Juni 2004 in Altaussee) war eine österreichische Widerstandskämpferin gegen den Nationalsozialismus und wurde 1999 als eine von wenigen Österreichern vom Yad-Vashem-Institut als eine Gerechte unter den Völkern geehrt.

## Leben
Edith Hauer-Frischmuth durchlebte aufgrund ihres Jahrgangs einige der schwierigsten Zeiten der österreichischen Geschichte. Sie war eine produktive Widerstandskämpferin gegen das NS-Regime. Während des Nazi-Regimes wurde sie aktives Mitglied der österreichischen Widerstandsbewegung. Trotz der Gefahren und Risiken setzte sie sich unermüdlich für die Widerstandsbewegung ein und half bei der Unterbringung von jüdischen Mitbürgern und anderen verfolgten Gruppen. Sie unterstützte die Widerstandskämpfer auch finanziell und auf andere Weise, wobei sie ihre eigene Sicherheit aufs Spiel setzte.
Hauer-Frischmuths Widerstandsarbeit dauerte bis zum Ende des Zweiten Weltkriegs an, und ihre Tapferkeit und ihr Engagement wurden mit zahlreichen Auszeichnungen gewürdigt, darunter wurde sie am 25. März 1999 vom Yad Vashem-Institut mit dem Ehrentitel „Gerechte unter den Völkern“ ausgezeichnet.
Ihre mutigen Taten als Widerstandskämpferin erinnern an die menschliche Fähigkeit zur Empathie und zum Widerstand gegen Unterdrückung. Sie verstarb am 29. Juni 2004 in Altaussee.

### Widerstand gegen das NS-Regime
Nach dem Anschluss Österreichs an das nationalsozialistische Deutsche Reich im März 1938 und der Einführung der Nürnberger Gesetze galt Edith Hauer-Frischmuth als Vierteljüdin, da ihre Großmutter väterlicherseits Jüdin war. Sie stieß dadurch auf Diskriminierung, welche ihr zuvor nie bewusst geworden war. Natürlich war sie im Klaren darüber, dass ihre Oma Jüdin war, genauso wie einige Freunde und Bekannte von ihr, doch sie hatte das nie als Problem erlebt. Zudem war Hauer-Frischmuth trotz ihrer jüdischen Wurzeln zunächst gut geschützt, denn sie war mit einem zu der Zeit sogenannten Arier namens Ludwig Anton Frischmuth verheiratet und hatte keinen Kontakt zu jüdischen Gemeinschaften. Manchen ihrer Freunde ging es allerdings nicht so. Andere fanden sich in den Leitstellen der Gestapo wieder. Dies war für sie kein Grund, den Kontakt einzustellen, vielmehr die Bekanntschaft zu nutzen.
Im Jahre 1933 zeugte das Seehotel der Familie Frischmuth als Lokalität für den aktiven Widerstand von besonderer Wichtigkeit, der Widerstand von Edith Hauer-Frischmuth, die Ehefrau des Wiener Arztes Ludwig Anton Frischmuth. Frau Hauer-Frischmuth interessierte sich im Gegensatz zu anderen Widerstandskämpfern wenig für die Politik und für sie spielte die ideologische Dimension keine Rolle: „Ich habe immer nur den Menschen gesehen, ich habe immer nur menschlich gehandelt“. Für Edith Hauer-Frischmuth war es wichtig, „Österreich von der Nazi-Diktatur zu befreien“.
Edith Hauer-Frischmuth war in einer Untergrundbewegung aktiv, die Juden half, gefälschte Papiere zu erlangen und somit aus dem Dritten Reich in andere Länder fliehen zu können.
Frauen wurden vom NS-Apparat weder Gesetzlosigkeiten noch widerständiges Handeln zugetraut, diesen Irrglauben wusste Edith Hauer zu ihrem Vorteil zu nutzen. Ab Mai 1944 begann sie, im Seehotel für eine längere zeitliche Periode ein Appartement zu beziehen, und half im Hotel bei alltäglichen Aufgaben, bei denen sie mit einigen NS-Funktionären und deren Begleitpersonal in Verbindung trat. Edith Hauer-Frischmuth folgte dem Leitspruch „Widerstand von innen heraus“. Unter anderem versuchte sie ihrem Schwager Michael Frischmuth auszureden, wieder zum Kampfeinsatz zurückzukehren: „Und ich habe zu ihm gesagt, ich würde ihm ein paar Milchinjektionen geben, damit er nicht an die Front müsste. Ich habe vielen Soldaten Milchinjektionen und solch Zeug gegeben, damit sie nimmer mehr an die Front mussten.“

### Befreiung der Juden
Mit Einsetzen der Herrschaft der Nationalsozialisten versuchten zunehmend Juden, sich dem Verfolgungsdruck zu entziehen, in Deutschland bereits ab 1933, in Österreich ab März 1938 nach dem Anschluss Österreichs. Zunächst suchten sie für ein paar Tage oder Wochen eine Bleibe zu bekommen. Viele versuchten, bei nichtjüdischen Freunden oder Verwandten binnen beschränkter Zeit unterzutauchen, um in Ruhe die nötigen Papiere für die Ausreise herbeizuschaffen und die Zeit vor der irreversiblen Ausreise ungestört leben zu können. Zudem suchten viele Menschen verzweifelt während des Novemberpogroms nach Schutz, um den von den Nazis dirigierten Prügel-, Raub- und Brandexzessen auszuweichen. Als mit Februar 1941 die sogenannten „Umsiedlungen“, ergo die Deportationen in den Osten, einsetzten, stieg die Zahl der Personen, die sich trauten, ein Leben in der Illegalität zu versuchen.
Eine von Edith Hauer-Frischmuths Mitarbeiterinnen in der Untergrund-Szene war Monika Herlitschek-Taylor, deren Vater jüdischer Herkunft war. Im Jahr 1942 war Hauer-Frischmuth bei Herlitschek-Taylor zu Besuch, an diesem Tag wollte die SS Herlitschek-Taylor verhaften. Herlitschek-Taylor schaffte es, ungesehen aus ihrer Wohnung zu flüchten, und suchte nach einem Versteck, während Edith Hauer-Frischmuth mit den SS-Männern sprach. Sie versicherte ihnen, dass sich keine Juden in der Wohnung befinden würden, und brachte die Männer auf die Idee, im Nachbarhaus nachzuschauen, um Zeit zu gewinnen. Im Anschluss erklärte sie Herlitschek-Taylors Mutter, wie sie sich verhalten muss, was sie sagen darf und was nicht, falls jemals jemand nach ihrer Tochter fragen würde. Hauer-Frischmuth fand ein Versteck für Monika Herlitschek-Taylor bei einer Freundin. Sie stattete Herlitschek-Taylor während ihres Aufenthaltes im Versteck mit allen Notwendigkeiten aus. Zudem brachte sie ihren Mann dazu, eine Wunde Herlitschek-Taylors zu versorgen, die ihre Gesundheit bedrohte.
Zudem versteckte Edith Hauer-Frischmuth weitere Juden, womit sie sich selbst in große Gefahr begab. Dieses „Verbrechen“ hätte Konzentrationslagerhaft und möglicherweise sogar den Tod zur Folge haben können. Sie ging diese Gefahr ein, als sie selbst von den Behörden gesucht wurde. Die Rettung Herlitschek-Taylors bezahlte sie aus eigener Tasche.
Zudem war es sehr gefährlich, gegen das NS-Regime zu handeln, da etliche Widerstandskämpfer festgenommen wurden.
Im Jahr 1944 musste Hauer-Frischmuth Wien verlassen, da es dort zu gefährlich für sie geworden war. Sie verbarg sich bei der Familie ihres Mannes in der Ortschaft Altaussee im Ausseerland, wo sie sich einer von England unterstützten Widerstandsgruppe anschloss, der sogenannten „Aussee-Widerstandsbewegung“. Sie schaffte es wieder, Kontakt zur Gestapo aufzunehmen, und „beschaffte somit Kopien aller von der Gestapo in Linz und Alt-Aussee verwendeten Stempel“.
Mit ihrer Hilfe wurden der erste Sekretär des Gauleiters Eigruber, namens Blachi, sowie drei Obergestapohauptmänner in das Hauptquartier geködert. Dort wurden sie nach Angaben der Widerstandskämpfer zum Tode verurteilt und nach dem Zusammenbruch ihres seelischen Widerstandes für die Motivationen der Widerstandsbewegung gezwungenermaßen überzeugt. „Blachi brachte hierauf die beim Gauleiter Eigruber befindliche Geheimkorrespondenz des Außenamtes mit der rumänischen Regierung, weiters alle Verfügungen und Geheimanordnungen des Gauleiters Eigruber. Die drei Gestapohäuptlinge brachten Nachrichten über das Vorgehen des Kaltenbrunner.“

### Probleme der Widerstandsbewegungen
Gegen Ende des Krieges stießen Menschen zur Widerstandsbewegung, deren Absichten wenig mit den Zielen der Bewegungen zu tun hatten und die sich im Chaos des Zusammenbruchs oft innerhalb weniger Stunden in „Widerstandskämpfer“ verwandelten. In diesem Kontext äußerte sich Hauer-Frischmuth: Viele hätten nur unter der Bedingung geholfen, dass sie es ihnen schriftlich bestätigen würde. So wären viele in den letzten Wochen zu Widerstandskämpfern geworden. „Ich habe mit vielen Zeitzeugen gesprochen, man hat sich diese Widerstandsausweise auch gekauft.“
Nach der Befreiung vom Nationalsozialismus durch die Alliierten kehrte Edith Hauer-Frischmuth nach Wien zurück zu ihrem Mann, und auch Monika Herlitschek-Taylor ging zurück nach Wien und sie blieb dort, da sie geheiratet hatte.
Die Gesamtbewegung zerfiel schnell in viele einzelne Teile, als das gemeinsame Band gegen Hitler nicht mehr Anhaltspunkt war. Zudem entstanden in den jeweiligen Gruppen Rivalitäten untereinander und jeder wollte die positiven Verdienste des anderen streitig machen. Die Leistungen Hauer-Frischmuths wurden zu dieser Zeit nicht anerkannt. Sie hatte im Gegensatz zu Albrecht Gaiswinkler und Sepp Plieseis keine politische Motivation nach Kriegsende und dadurch auch keinen politischen Beistand oder eine Lobby hinter sich.
Eine große Schwierigkeit der Widerstandsbewegung war es, dass es keine Differenzierung zwischen Feind und Freund geben konnte. Es war immer zu bedenken, wem man trauen konnte und wem nicht. Oft gingen die Unterschiede quer durch die verschiedenen Familien. Zum Beispiel war die Schwiegermutter von Edith Hauer Frischmuth eine überzeugte Nationalsozialistin.

## Auszeichnung
Hauer-Frischmuth gibt an, dass ihre Arbeit in der Widerstandsbewegung weit über die Tätigkeit der Versorgung hinausging. Auch unter Ausnutzung ihrer Rolle als Frau war sie nach ihren Angaben führend für die Bewegung tätig. Ihre Leistungen reichten vom Ausspionieren der Nazi-Größen, mit denen sie nächtelang zechte, um Informationen zu erhalten, bis zur Überredung von mindestens zwei kleineren Armeeeinheiten zur Aufgabe. „Ich konnte sehr viel machen. Sie haben das Ganze einer ‚schwachen‘ Frau einfach nicht zugetraut.“ Daraus ist auch zu erklären, warum die Leistungen von Hauer-Frischmuth nach dem Krieg nicht anerkannt wurden. „Ich bin eine Frau, die Männer haben sich geschämt, dass sie sich das alles nicht getraut haben. Deshalb haben sie meine Leistungen nach dem Krieg nicht wahrhaben wollen und verleugnet.“ Darin „spiegelt sich ganz allgemein die Stellung der Frau in der Gesellschaft und den politischen Parteien. Das gängige Frauenbild und die üblichen Rollenerwartungen kamen in abgeschwächter Formauch in der Widerstandsbewegung zum Tragen.“
Edith Hauer-Frischmuth wurde mehrmals, z. B. von Johanna Dohnal und vom Nationalratspräsidenten Heinz Fischer, geehrt.
Außerdem wurde ihr am 25. März 1999 von der jüdischen Gedenkstätte Yad Vashem der Ehrentitel „Gerechte der Völker“ verliehen. Diese Auszeichnung wurde nur wenigen Österreichern verliehen. Der israelische Botschafter Nathan Meron händigte die von der Holocaust-Gedenkstätte Yad Vashem vergebene Auszeichnung im Rahmen eines Festakts im Jüdischen Museum aus, an der unter anderem Alterzbischof Kardinal Franz König teilnahm.
Im Salzkammergut ist ihr die Anerkennung für ihre Leistungen verwehrt geblieben. Viele andere Widerstandskämpfer sind nie geehrt worden.